# Vratislav Čech
Vratislav Čech (22 febbraio 1912 – 8 settembre 1974) è stato un calciatore cecoslovacco, di ruolo attaccante.